# Parti du peuple mongol
« Parti révolutionnaire du peuple mongol » redirige ici. Pour la scission, voir Parti révolutionnaire du peuple mongol (2010).
Ne doit pas être confondu avec Parti révolutionnaire du peuple de Mongolie-Intérieure.
Pour les articles homonymes, voir Parti du peuple.
Le Parti du peuple mongol (en mongol : Монгол Ардын Нам, Mongol Ardin Nam, abrégé en MAN), nom également traduit par Parti populaire mongol, est un parti politique de Mongolie créé en 1921. Il est membre de l'Internationale socialiste.
Il était le parti unique de la Mongolie de 1921 à 1990, dirigeant successivement la théocratie mongole, sous le règne de Bogdo Khan puis à partir de 1924, à sa mort, sous le nom de Parti révolutionnaire du peuple mongol, le régime de la République populaire mongole (1924-1992). À partir de 1990, les autres partis sont autorisés, mais le MAN reste au pouvoir jusqu'en 1996 puis dirige à nouveau de 2000 à 2004, de 2006 à 2012 et depuis 2016. Le parti contrôle aussi la présidence jusqu'en 2009 puis à partir de 2021.

## Historique

### Fondation et parti unique
Le parti est officiellement créé le 1er mars 1921 sous le nom de Parti du peuple mongol avant de prendre le nom de Parti révolutionnaire du peuple mongol (PRPM ou MAXH) en 1924. La République populaire mongole, bien qu'État formellement indépendant, est soutenue économiquement par l'Union des républiques socialistes soviétiques. Politiquement la Mongolie est très influencée par l'idéologie socialiste soviétique et la structure du PRPM reprend largement celle du PCUS, le parti communiste soviétique.
Le parti fonde notamment la Bibliothèque nationale de Mongolie en 1921 dans le cadre d’une stratégie de développement des institutions nationales.

### Des débuts difficiles
Les débuts du parti sont tumultueux, deux factions s'opposant : les staliniens pro-soviétiques de Horloogiyn Choibalsan s'affrontent aux tenants du communisme à la mongole tels Dogsomyn Bodoo et Peljidiyn Genden. Suivant les méthodes de son idole Staline, Choilbasan élimine ses adversaires, soit physiquement, soit politiquement. Une fois le contrôle acquis sur le PRPM, Choibalsan purge le parti des sympathisants de Genden.
Choibalsan meurt le 26 janvier 1952, peu de temps avant Staline. L'avènement de Nikita Khrouchtchev à la tête du PCUS va permettre au nouveau secrétaire général du Conseil des Commissaires du peuple Yumjagiyn Tsedenbal de mener une politique d'ouverture à l'image de son homologue soviétique. Tsedenbal reste Premier ministre pendant 22 ans, soit le plus long mandat à ce poste de l'histoire du pays.

### La libéralisation et la démocratisation
Dans les années 1990, la Mongolie abandonne le système de parti unique, suivant là encore le changement politique qui s'opère en Russie. Une nouvelle constitution démocratique est adoptée en 1992. Le PRPM reste au pouvoir jusqu'en juin 1996 avant d'être mis en minorité au Grand Khoural par l'Union démocratique mongole.
Le parti profite de cette défaite pour changer de programme politique et moderniser son image sous la présidence de Nambaryn Enkhbayar. Celui-ci fait du PRPM un parti social-démocrate à l'occidentale à l'image du New Labour de Tony Blair. Cette nouvelle image sociale-démocrate du PRPM conjuguée au mécontentement populaire contre la politique de privatisation de l'UDM ramène de manière écrasante le parti au pouvoir. Aux élections législatives de juin 2000, le PRPM remporte 71 des 76 sièges au Grand Khoural. Enkhbayar devient Premier ministre le 26 juillet suivant et Luvsangiyn Erdenechuluun, ministre des Affaires étrangères.
Pour certains, ce changement du programme, de l'image et de la gestion du parti n'est qu'une illusion. Ils n'y voient qu'une mascarade en vue de revenir au pouvoir. Le PRPM aurait une fâcheuse tendance à vouloir contrôler les médias mongols, et certains journalistes auraient été emprisonnés. Des opposants au gouvernement du PRPM tels l'ancien chef des services secrets le général Baatar, le député Gundalia Lamjav ou encore l'ancien ministre des Finances B. Baybayar sont arrêtés. Il s'agit selon le gouvernement d'arrestations faisant suite à des actions répréhensibles, mais certains parlent d'arrestations sur des motifs politiques.

### La «grande coalition»
Aux élections législatives du 27 juin 2004, le PRPM perd beaucoup de voix mais avec 36 sièges il reste le parti majoritaire. Cependant, la coalition « Patrie-Démocratie » (34 sièges) réussit à former une alliance avec des députés indépendants et à obtenir la majorité absolue au Grand Khoural. En août 2004, le PRPM et « Patrie-Démocratie » (P-D) signent un accord de partage du pouvoir en vertu duquel Patrie-Démocratie contrôle le gouvernement et le PRPM le Parlement, dont Enkhbayar est élu président.
Peu après la défection d'un député vers le PRPM, le gouvernement du Premier ministre Tsakhiagiyn Elbegdorj (P-D) est renversé et le président du PRPM, Miyeegombo Enkhbold est nommé premier ministre.

### Les élections contestées de 2008
Le 30 juin 2008, lorsque le PRPM affirme avoir remporté les élections législatives de la veille avant que les résultats officiels ne soient annoncés, de violentes émeutes éclatent à Oulan-Bator, et le siège du parti est ravagé par un incendie criminel. Le 3 juillet, la commission électorale annonce que le Parti révolutionnaire du peuple mongol a remporté l'élection, avec quarante-sept sièges, contre vingt-six pour le Parti démocrate.

### Depuis 2010
Après la démission du président du Parti, Sanjaagiin Bayar, en 2010, le PRPM retrouve son nom original de Parti du peuple mongol et désigne le Premier ministre Sükhbaataryn Batbold à sa tête. Une partie des militants, menée par l'ancien président Nambaryn Enkhbayar, n'accepte pas ce changement de nom et décide de créer un nouveau parti gardant le nom de Parti révolutionnaire du peuple mongol.
Démissionnaire après l'échec aux élections législatives, Batbold est remplacé en juillet 2012 par Olziisaikhan Enkhtuvshin, à son tour remplacé par Miyeegombyn Enkhbold en novembre 2013.
Lors des élections législatives de juillet 2016, le MAN remporte 85 % des sièges (65 sur 76) au Grand Khoural et revient au pouvoir.
Lors de l'élection présidentielle de 2017, le candidat du MAN, Miyeegombyn Enkhbold, est battu au second tour par Khaltmaagiyn Battulga du Parti démocrate. En octobre de la même année, Ukhnaagiin Khürelsükh devient Premier ministre avant de succéder à Enkhbold à la présidence du parti. Enfin, le 9 juin 2021, Khürelsükh est élu président de la Mongolie.